# Bezměrov
Bezměrov (en allemand : Besmierau, auparavant Bezmirau) est une commune du district de Kroměříž, dans la région de Zlín, en Tchéquie. Sa population s'élevait à 537 habitants en 2025.

## Géographie
Bezměrov se trouve à 7 km au nord-ouest de Kroměříž, à 27 km au nord-ouest de Zlín, à 55 km à l'est-nord-est de Brno et à 225 km à l'est-sud-est de Prague.
La commune est limitée par Kojetín à l'ouest et au nord, par Chropyně au nord-est, par Kroměříž à l'est, et par Lutopecny et Zlobice au sud.

## Histoire
La première mention écrite du village date de 1078.

## Transports
Par la route, Bezměrov se trouve à 7 km de Kroměříž, à 38 km de Zlín et à 266 km de Prague.

## Source
- (cs) Cet article est partiellement ou en totalité issu de l’article de Wikipédia en tchèque intitulé « Bezměrov » (voir la liste des auteurs).